# Czarnylas (gmina)
Czarnylas – dawna gmina wiejska istniejąca w latach 1934–1954 w woj. poznańskim (dzisiejsze woj. wielkopolskie). Siedzibą władz gminy był Czarnylas.
Gmina zbiorowa Czarnylas została utworzona 1 sierpnia 1934 roku w powiecie ostrowskim w woj. poznańskim z dotychczasowych jednostkowych gmin wiejskich: Bledzianów, Chojnik, Czarnylas, Dębnica, Hetmanów, Jesiona, Kąty Śląskie, Kotowskie, Kuźnica Kąska, Ludwików, Pawłów, Szklarka Przygodzicka i Świeca (oraz z obszarów dworskich położonych na tych terenach lecz nie wchodzących w skład gmin). 1 kwietnia 1939 roku do gminy Czarnylas przyłączono część obszaru gminy Granowiec, a część obszaru gminy Czarnylas przyłączono do gmin Granowiec i Odolanów.
Po wojnie gmina zachowała przynależność administracyjną. Według stanu z dnia 1 lipca 1952 roku gmina składała się z 13 gromad: Bledzianów, Chojnik, Czarnylas, Dębnica, Hetmanów, Jesiona, Kąty Śląskie, Kotowskie, Kuźnica Kąska, Ludwików, Pawłów, Szklarka Przygodzicka i Świeca. Gmina została zniesiona 29 września 1954 roku wraz z reformą wprowadzającą gromady w miejsce gmin.
Jednostki nie przywrócono 1 stycznia 1973 roku po reaktywowaniu gmin.